# Katharine Way
Katharine "Kay" Way (Sewickley, 20 de febrero de 1902 – Chapel Hill, 9 de diciembre de 1995) fue una física americana conocida por su trabajo en el Nuclear Data Project. Durante la Segunda Guerra Mundial, trabajó para el Proyecto de Manhattan en el Laboratorio Metalúrgico de Chicago. Fue profesora adjunta en la Universidad de Duke en 1968. 

## Primeros años y educación
Katharine Way es una de los hijos de William Addisson Way, abogado, y  Louise Jones. Sus amigos y colegas la conocían generalmente como Kay. Su madre murió cuando tenía doce años, y su padre se casó con una especialista en otorrinolaringología, que proporcionó a Kay un modelo de mujer con carrera profesional.
Way se educó en el internado Miss Hartridge a Plainfield, Nueva Jersey y en el Rosemary Hall a Greenwich, Connecticut. En 1920 entró en el Vassar College, pero se vio obligada a abandonarlo después de dos años tras  enfermar con sospecha de tuberculosis. Después de la convalecencia en el Saranac Lake, Nueva York, asistió al Barnard College durante un par de semestres en 1924 y en 1925.
De 1929 a 1934 estudió en la Universidad de Colúmbia, donde Edward Kasner fue coautor del primer trabajo académico publicado por Way. Se graduó el 1932. Después, fue a la Universidad de Carolina del Norte, donde John Wheeler le estimuló el interés por la física nuclear y se convirtió en su primera estudiante de doctorado. Dado que los trabajos eran difíciles de presentar durante la Gran Depresión, se quedó como estudiante de posgrado después de completar los requisitos de su doctorado.
El 1938, se convirtió en  becaría de investigación en el  Bryn Mawr College, lo que le permitió recibir su doctorado por su tesis sobre física nuclear, "Sección transversal fotoeléctrica del deuterón". Posteriormente, ocupó una plaza como docente en la Universidad de Tennessee el 1939, convirtiéndose en profesora titular el 1941.
En una conferencia en Nueva York en 1938, Way presentó un documento, "Nuclear Quadrupole and Magnetic Momentos", en el cual examinó la deformación de un núcleo atómico bajo tres modelos, incluido el modelo de gota líquida de Niels Bohr. Ella siguió con un examen más detallado del modelo de gota líquida en un documento titulado "The Liquid-Drop Modelo and Nuclear Momentos".

## Proyecto de Manhattan
El 1942, Wheeler reclutó a Way para trabajar en el Proyecto Manhattan en el Laboratorio Metalúrgico de Chicago. Trabajando con el físico Alvin Weinberg, Way analizó los datos de flujo de neutrones de los diseños de reactores nucleares de Enrico Fermio para ver si sería posible crear una reacción en cadena nuclear autosuficiente. Estos cálculos se utilizaron en la construcción de Chicago Pile-1. Posteriormente, examinó el problema de la intoxicación nuclear de los reactores por determinados productos de fisión. Con el físico Eugene Wigner desarrolló la aproximación Way-Wigner para la descomposición del producto de la fisión.
Way también visitó Hanford Site y el Laboratorio Nacional de Los Álamos. A mediados de 1945 se trasladó a Oak Ridge, Tennessee, donde continuó su investigación sobre el decaimiento nuclear. Allí, empezó a especializarse en la recogida y organización de datos nucleares.
Fue una de las firmantes de  Petición Szilard, en la que se reclamaba que la bomba atómica que se estaba fabricando dentro del Proyecto Manhattan se empleara de forma disuasoria sin llegar a utilizarla contra personas.
Con Dexter Masters, el 1946 editó el best seller One world or none:a report to the public on the full meaning of the atomic bomb. El libro incluyó ensayos de Niels Bohr, Albert Einstein y Robert Oppenheimer, y  vendió más de 100.000 copias.

## Vida posterior
Way se trasladó a Washington DC en 1949, donde trabajó para el Instituto Nacional de Estándares y Tecnología. Cuatro años más tarde, persuadió al Consejo Nacional de Investigación de la Academia Nacional de Ciencias para establecer el Proyecto de Datos Nucleares (NDP), una organización con especial responsabilidad para recoger y difundir datos nucleares bajo su liderazgo. El NDP se trasladó al Laboratorio Nacional de Oak Ridge el 1964, pero Way se mantuvo hasta 1968. A partir de 1964, el NDP publicó una revista, Nuclear Fecha Sheets, para difundir la información que el NDP había reunido, y el año siguiente con una segunda publicación, Atomic Data and Nuclear Fecha Tables. También convenció los editores de Nuclear Physics para añadir palabras clave en los encabezamientos de los artículos para facilitar referencias cruzadas.
Way abandonó el NDP el 1968 y se convirtió en profesora adjunta en la Universidad de Duke de Durham, aunque continuó como editora de Nuclear Fecha Sheets hasta 1973 y Atomic Fecha and Nuclear Fecha Tables hasta 1982. Más adelante se interesó por los problemas de salud de la gente mayor, y presionó para mejorar la atención sanitaria.